# Kenta Tanaka
Pour les articles homonymes, voir Tanaka.
Kenta Tanaka (田中 健太, Tanaka Kenta) né le 4 mai 1988 dans la préfecture de Shiga, est un joueur de hockey sur gazon japonais. Il évolue au poste d'attaquant au HGC, aux Pays-Bas et avec l'équipe nationale japonaise,.
Il a participé aux Jeux asiatiques en 2018 et aux Jeux olympiques d'été en 2020.

## Palmarès

### Jeux asiatiques
- : 2018

### Champions Trophy d'Asie
- : 2021